# Zamboanga del Norte
Zamboanga del Norte (cebuano: Amihanang Zamboanga; zamboangueño: Zamboanga del Norte; inglés: North Zamboanga) es una provincia de Filipinas. Cuenta con una población de 823.130 (censo de 2007) y una superficie de 6618,0 km². La capital es Dipolog.

## Ciudades y municipios
Municipios:
- Bacungan
- Baliguian
- Godod
- Gutalac
- Jose Dalman
- Kalawit
- Katipunan
- La Libertad
- Labason
- Liloy
- Manukan
- Mutia
- Piñan
- Polanco
- Pres. Manuel A. Roxas
- Rizal
- Salug
- Sergio Osmeña Sr.
- Siayan
- Sibuco
- Sibutad
- Sindangan
- Siocon
- Sirawai
- Tampilisan

Ciudades:
- Dapitan
- Dipolog (capital de la provincia)